# Залізодефіцитна анемія
Залізодефіцитна анемія — вид анемії, що характеризується зниженням кількості заліза в сироватці крові, кістковому мозку та депо, внаслідок чого порушується утворення гемоглобіну, а відтак й еритроцитів. Є нерідко гематологічним синдромом, що супроводжує низку хвороб.

## Класифікація
1. Унаслідок екзогенної недостатності заліза
2. Унаслідок ендогенної недостатності заліза
  - Ранній хлороз
  - Залізодефіцитна анемія вагітних
3. Унаслідок резорбційної недостатності заліза
  - Ахлоргідридна залізодефіцитна анемія
  - Агастральна залізодефіцитна анемія
  - Анентеральна залізодефіцитна анемія

## Етіологія
Причиною дефіциту заліза є порушення його балансу в бік переважання витрачання заліза над його надходженням, що спостерігається при різних фізіологічних станах або захворюваннях:
- крововтрати різного генезу;
- підвищена потреба в залізі;
- порушення засвоєння заліза;
- вроджений дефіцит заліза;
- порушення транспорту заліза внаслідок дефіциту трансферину.

### Крововтрати різного генезу
За статистичними даними, у 20 — 30 % жінок репродуктивного віку спостерігається прихований дефіцит заліза, у 8 — 10 % виявляється залізодефіцитна анемія. Основною причиною виникнення гіпогемосідероза у жінок, крім вагітності, є патологічна менструація і маткові кровотечі. Поліменорея може бути причиною зменшення запасів заліза в організмі та розвитку прихованого дефіциту заліза, а потім і залізодефіцитної анемії. Маткові кровотечі в найбільшій мірі збільшують обсяг крововтрати у жінок і сприяють виникненню залізодефіцитних станів. Існує думка про те, що фіброміома матки, навіть при відсутності менструальних кровотеч, може привести до розвитку дефіциту заліза. Але частіше причиною анемії при фіброміомі є підвищена крововтрата.
Підвищене витрачання заліза, що викликає розвиток гіпосідеропенії, частіше за все пов'язане з крововтратою або з посиленим його використанням при деяких фізіологічних станах (вагітність, період швидкого зростання). У дорослих дефіцит заліза розвивається, як правило, внаслідок крововтрати. Найчастіше до негативного балансу заліза призводять постійні невеликі крововтрати і хронічні приховані кровотечі (5 — 10 мл / добу). Іноді дефіцит заліза може розвинутися після одноразової масивної втрати крові, що перевищує запаси заліза в організмі, а також внаслідок повторних значних кровотеч, після яких запаси заліза не встигають відновитися.
Різні види крововтрат, що призводять до розвитку залізодефіцитної анемії, за частотою розподіляються наступним чином: на першому місці знаходяться маткові кровотечі, потім кровотечі з травного каналу. Рідко сидеропенії може розвинутися після повторних носових, легеневих, ниркових, травматологічних кровотеч, кровотеч після екстракції зубів та інших видах крововтрат. В окремих випадках до дефіциту заліза, особливо у жінок, можуть призводити менструація, часте донорство крові, лікувальні кровопускання при гіпертонічній хворобі та еритреми. Зустрічаються залізодефіцитні анемії, що розвиваються внаслідок кровотеч в закриті порожнини з відсутністю подальшої реутилізації заліза (гемосидероз легенів, ектопічний ендометріоз, гломічні пухлини).

### Незбалансоване харчування
Дефіцит заліза аліментарного походження може розвинутися у дітей і дорослих при недостатньому його вмісті в харчовому раціоні, що спостерігається при хронічному недоїданні та голодуванні, при обмеженні харчування з лікувальною метою, при одноманітній їжі з переважним вмістом жирів і цукрів. У дітей може спостерігатися недостатнє надходження заліза з організму матері як наслідок залізодефіцитної анемії під час вагітності, передчасних пологів, при багатоплідності та недоношеності, передчасній перев'язці пуповини до припинення пульсації.

## Клінічні прояви
- Слабкість
- Запаморочення
- Серцебиття
- Задишка
- Непритомність
- Суха шкіра
- Стоншення шкіри
- Порушення цілісності епідермісу
- Заїди
- Білі плями на нігтьових пластинах
- Бліда шкіра
- Посилене випадання волосся
- Зміни смакових уподобань (вживання в їжу крейди, штукатурки тощо)